# کلارک هیل (کارولینای جنوبی)
کلارک هیل(به انگلیسی: Clarks Hill) شهری در ایالت کارولینای جنوبی کشور ایالات متحده آمریکا است که جمعیت آن در سرشماری سال ۲۰۱۰ میلادی، ۳۸۱ نفر بوده‌است.